# Quebrada Grande (Trujillo Alto)
Quebrada Grande es un barrio ubicado en el municipio de Trujillo Alto en el estado libre asociado de Puerto Rico. En el Censo de 2010 tenía una población de 4376 habitantes y una densidad poblacional de 475 personas por km².

## Geografía
Quebrada Grande se encuentra ubicado en las coordenadas 18°18′49″N 65°57′28″O / 18.31361, -65.95778. Según la Oficina del Censo de los Estados Unidos, Quebrada Grande tiene una superficie total de 9.21 km², de la cual 9.2 km² corresponden a tierra firme y (0.08%) 0.01 km² es agua.

## Demografía
Según el censo de 2010, había 4376 personas residiendo en Quebrada Grande. La densidad de población era de 475 hab./km². De los 4376 habitantes, Quebrada Grande estaba compuesto por el 69.31% blancos, el 18.74% eran afroamericanos, el 0.59% eran amerindios, el 0.05% eran asiáticos, el 8.55% eran de otras razas y el 2.77% pertenecían a dos o más razas. Del total de la población el 97.9% eran hispanos o latinos de cualquier raza.